# Artabotrys hexapetalus
Manoranjitham, плетистий іланг-іланг, є чагарником, що зустрічається в Індії до Бірми, південного Китаю та Тайваню, квіти якого відомі своїм екзотичним ароматом. Його також називають іланг-іланг повзучий або tail grape англійською мовою, з різними назвами в інших мовах. Жовті квіти цієї рослини дуже ароматні. Квітки спочатку зеленуваті, з часом жовтіють. Вони довго зберігаються з приємним фруктовим запахом. У молодому віці це кущ, який перетворюється на лійку, коли сягає заввишки близько 2 метрів.
Це велика деревна ліана або напіврозкиданий чагарник, що походить із Південного Китаю, Бірми (М'янма), Філіппін та Індії. Його квітки пазушні, поодинокі або зібрані по два-три, зеленувато-жовтого кольору в дозрілому стані і видають сильний запах, схожий на запах стиглого джекфрута. Звідси його назва бенгальською «Kanthali champa» (джекфрут-чампа). Цвіте майже цілий рік, але частіше влітку і під час дощів. Для невеликих садів не підходить через величезні розміри. Для підтримки форми потребує обрізки. Розмноження відбувається насінням або відводками.

## Галерея

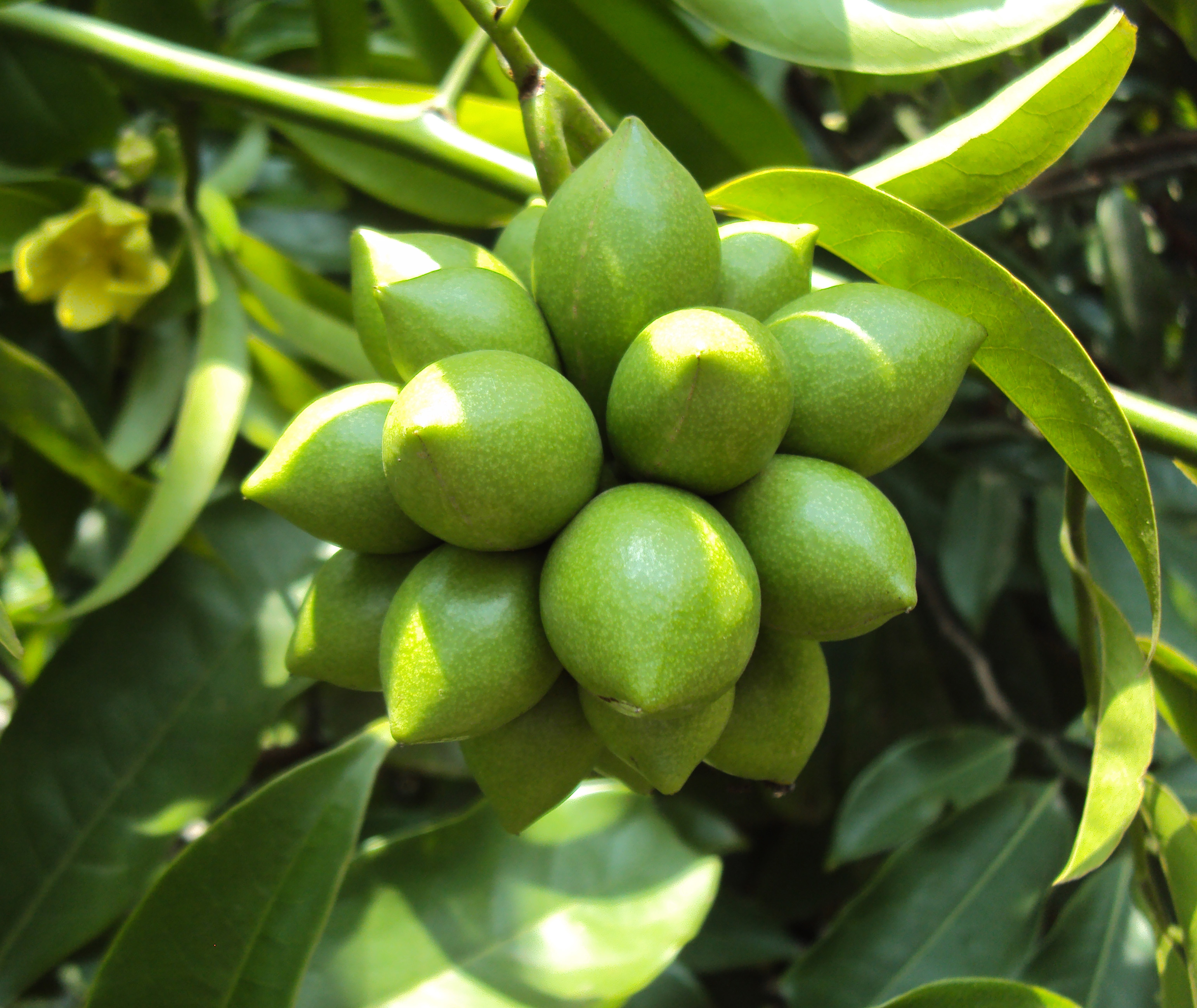
Фрукти
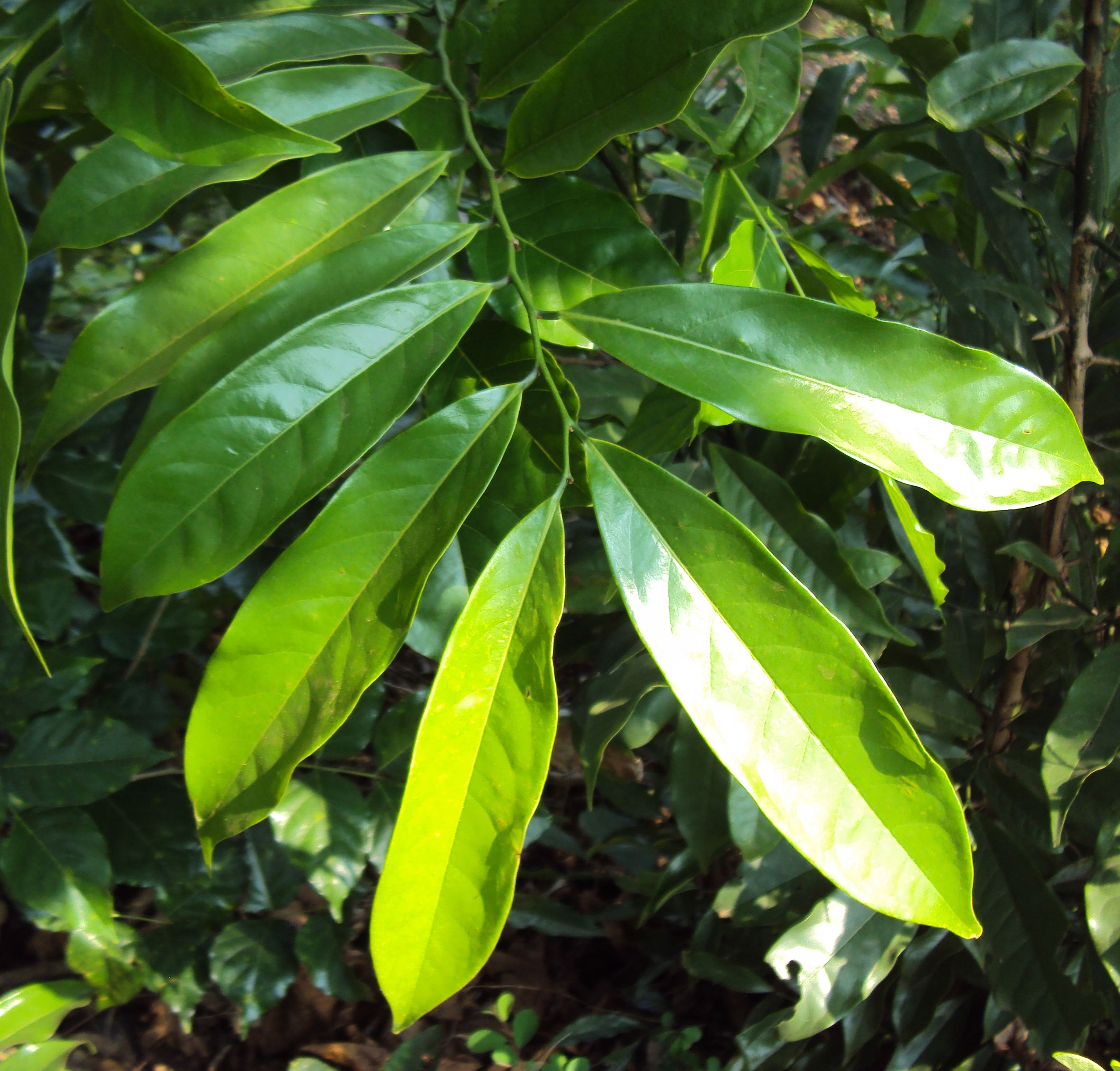
листя
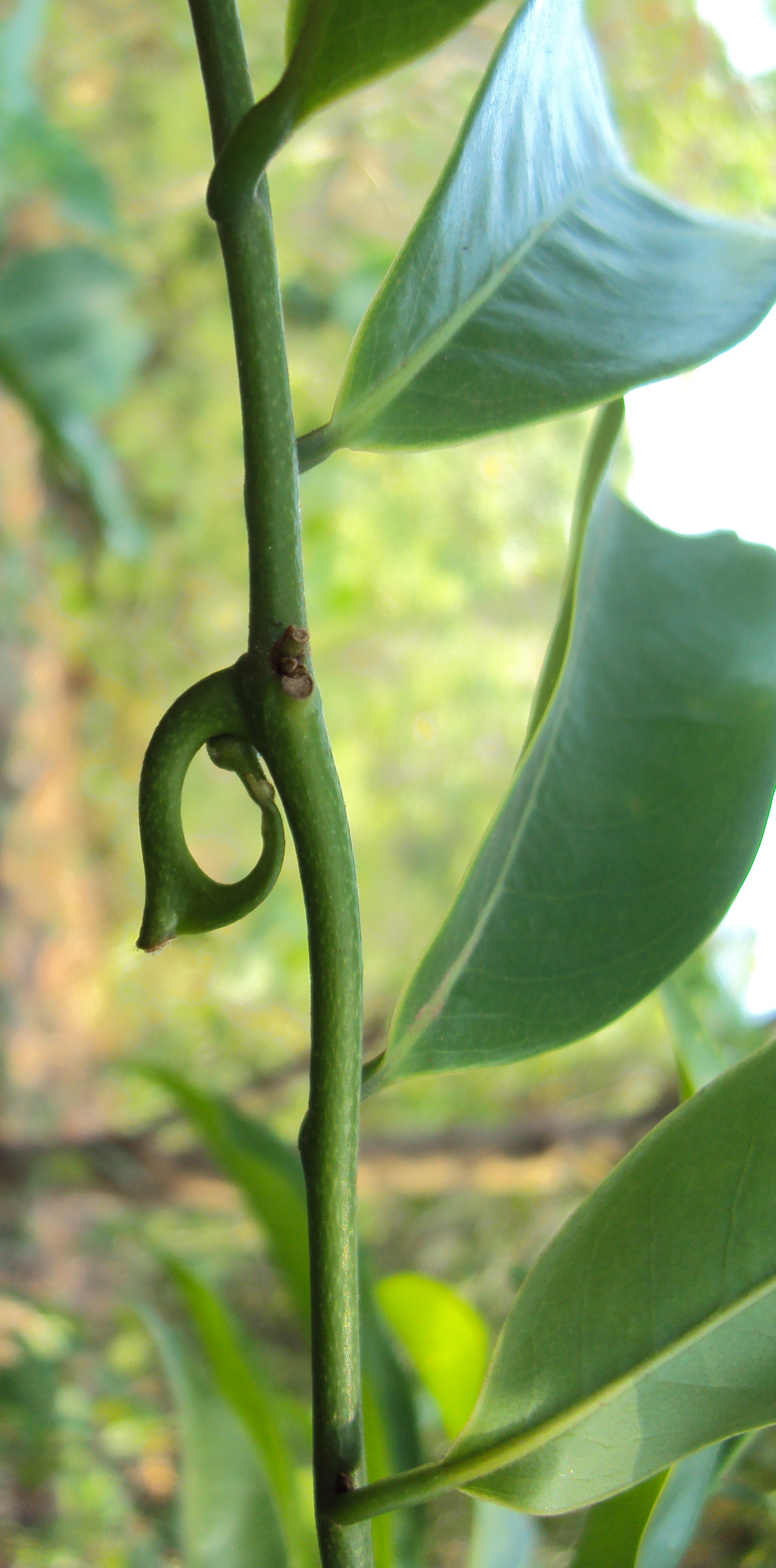
Гачок
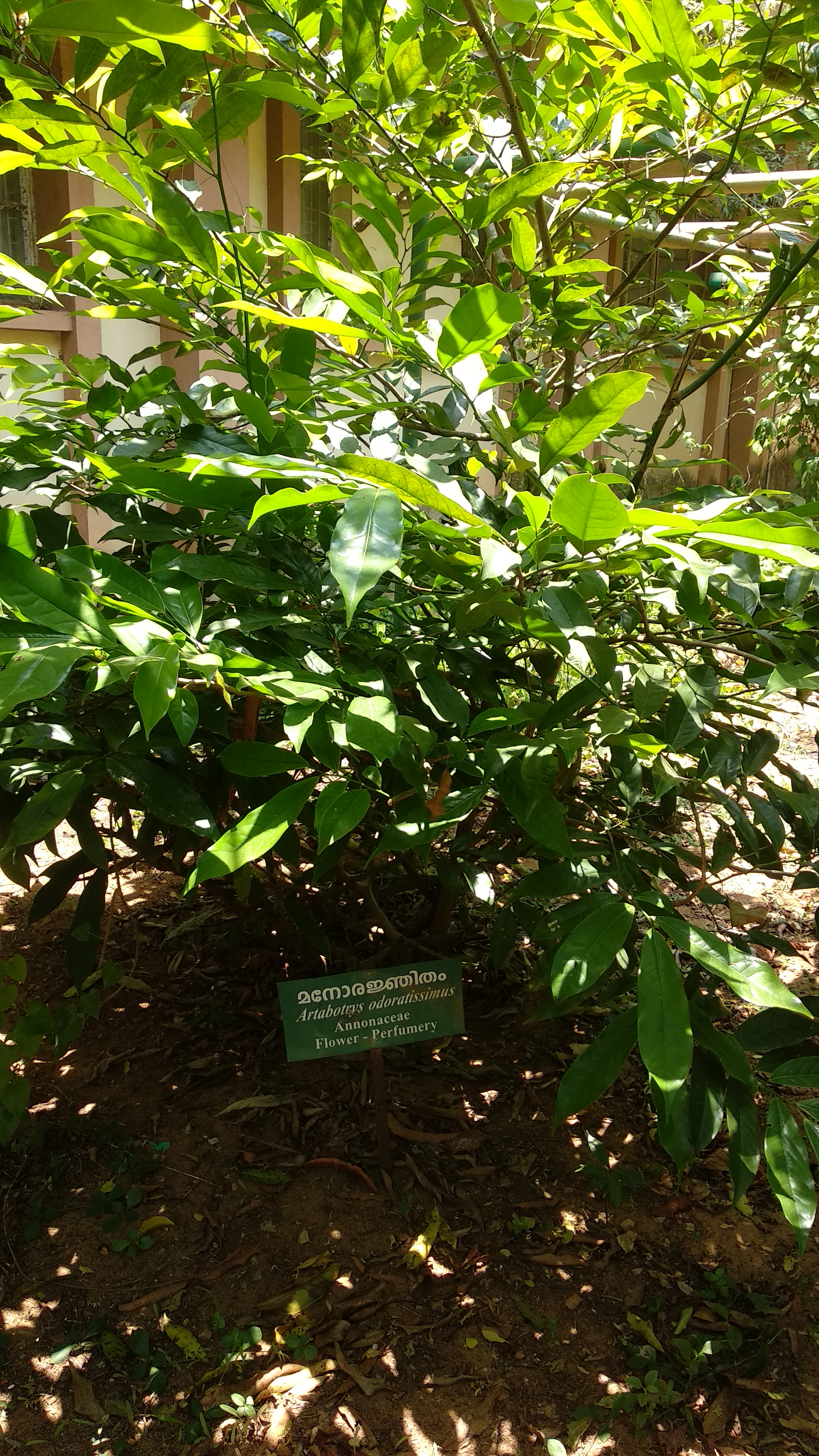